# アラム・ピルジャン
アラム・セルゲーエヴィチ（セルゲイ）・ピルジャン（ロシア語: Арам Сергеевич Пирузян、アルメニア語: Արամ Սերգեյի Փիրուզյան、1907年2月10日 - 1996年10月2日）は、アルメニア・ソビエト社会主義共和国の政治家。

## 生涯
1907年2月10日、ロシア帝国バクー県バクーに生まれた。父セルゴはザカフカースで活動した革命家であったが、1918年の九月事件の犠牲となった。ピルジャンは同年からアラヴェルディ銅精錬所で働き、1929年に全連邦共産党に入党。1935年にスヴェルドロフスク非鉄金属・金学院を卒業し、その後アラヴェルディ銅精錬所所長も務めた。
1937年4月から11月まではアルメニア・ソビエト社会主義共和国人民委員会議副議長、同月まではアルメニア共産党中央委産業部部長を務め、同月から1943年11月8日まで（または同月23日から1943年1月30日まで）は人民委員会議議長に就いた。議長としての任期初めには大祖国戦争が発生し、ピルジャンは軍需品の生産組織化と農産物の前線への輸送を監督した。1940年11月には産業と農業の振興に対する貢献を賞してレーニン勲章を授与されている。
1943年11月からはソビエト連邦人民委員会議附属アルメニア共和国常任代表に就き、1945年には全連邦共産党中央委附属高等党学校 (ru) を卒業。同年から1948年3月21日まではアルメニア共和国地方産業相、同年から1952年10月10日までは閣僚会議第一副議長、1950年7月18日から1957年までは食品産業相および軽工業・食品産業相、同年から1961年までは貿易相、同年から1967年までは駐ギリシャ・連邦貿易使節団団長を務めた。同年からは連邦食品産業省 (ru) 技術部副議長および連邦科学技術国家委 (ru) メンバーにも就いている。
1938年から1954年まではアルメニア共産党中央委員を務め、連邦最高会議には第1期から第3期まで、アルメニア共和国最高会議 (ru) には第1期から第5期まで、連邦党大会には第18回と第19回に出席。1939年3月21日から1952年10月2日までは連邦共産党中央監査委に属した。
その後、1996年10月2日にエレヴァン（またはモスクワ）で死去し、エレヴァンのトフマフ墓地に葬られた。